# Орден Инфанта дона Энрике
Орден Инфанта дона Энрике (орден Генриха Мореплавателя, порт. Ordem do Infante Dom Henrique) — национальный рыцарский орден Португалии.

## История

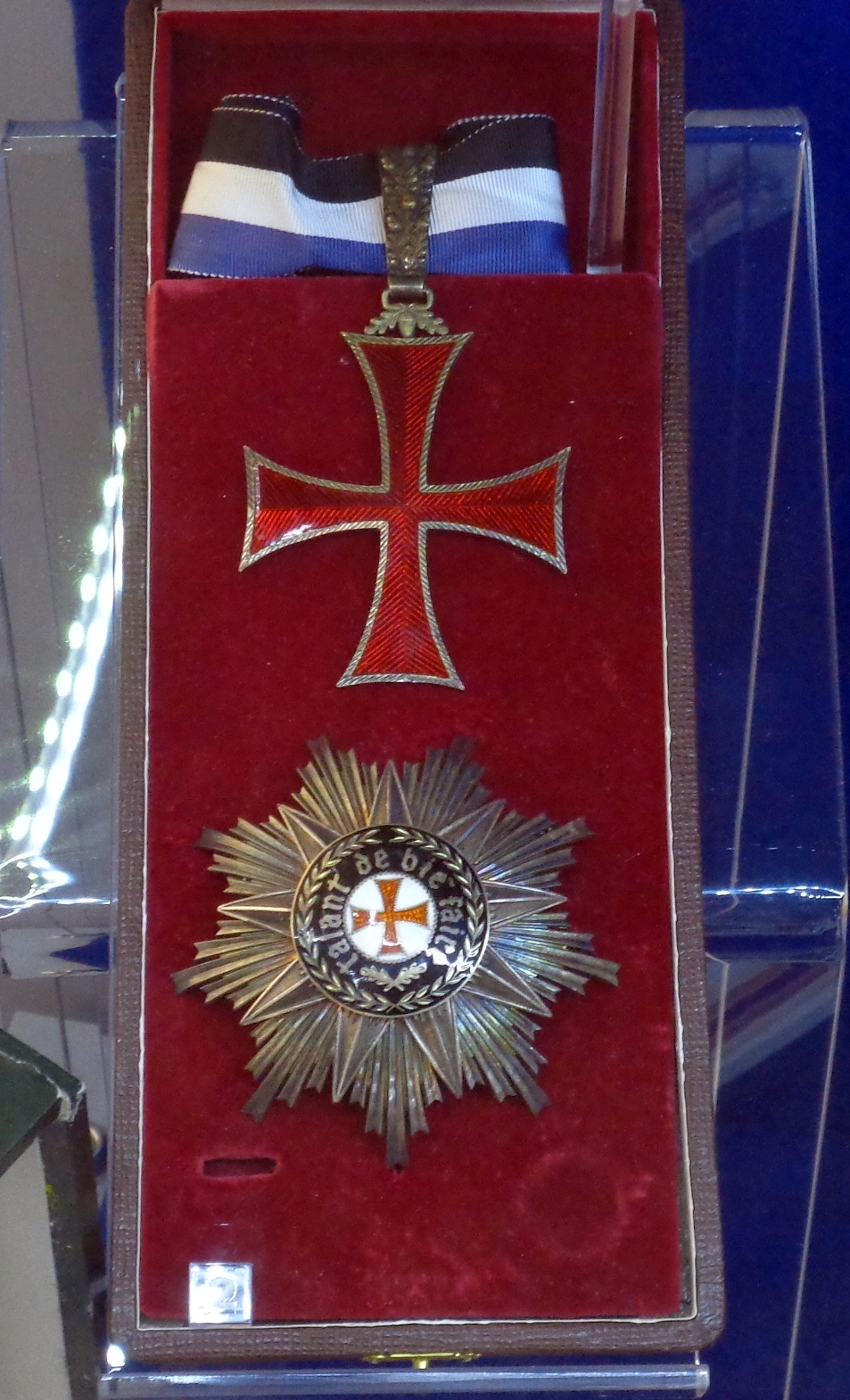
Знаки Великого офицера

Орден был учреждён 2 июня 1960 года в честь празднования пятисотлетия смерти инфанта Энрике, больше известного как Генрих Мореплаватель, пятого сына короля Жуана I и королевы Филиппы Ланкастерской. В 1962 и 1980 годах в статут ордена были внесены незначительные изменения.

## Статут
Орден Инфанта дона Энрике в пяти степенях вручается за заслуги перед Португалией, за распространение португальской культуры, её истории и её ценностей.
Число членов в каждой классе ограничено в соответствии со статутом.
Гроссмейстером ордена является Президент Португалии.
Инициатива награждения исходит от Президента Португалии или его министров.

## Степени
- Большая цепь (Grande Colar — GColIH) — знак на орденской цепи, знак на чрезплечной ленте и звезда на левой стороне груди.
- Большой Крест (Grã-Cruz — GCIH) — знак на чрезплечной ленте и звезда на левой стороне груди.
- Великий офицер (Grande-Oficial — GOIH) — знак на шейной ленте (для дам на банте) и звезда на левой стороне груди.
- Командор (Comendador — ComIH) — знак на шейной ленте (для дам на банте) и серебряная звезда на левой стороне груди.
- Офицер (Oficial — OIH) — знак на нагрудной ленте (для дам на банте) с розеткой.
- Кавалер / дама (Cavaleiro / Dama — CavIH / DamIH) — знак на нагрудной ленте (для дам на банте).

Первоначально с учреждением ордена также были учреждены его медали:
- Золотая медаль (Medalha de Ouro — MedOIH)
- Серебряная медаль (Medalha de Prata — MedPIH)

Однако с 2011 года медали в орденском статуте не упоминаются.
Как и в других португальских орденах возможно коллективное награждение, для чего существует класс Почётного члена (MHIH), присуждаемого учреждениям, организациям и муниципалитетам (городам), а также воинским частям.
Высшей степенью ордена награждаются только главы государств.

## Знаки отличия

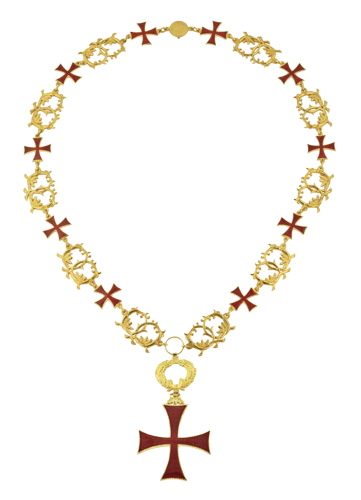
Большая цепь

Большая цепь ордена состоит из чередующихся звеньев, соединённых между собой цепочками. Звенья в виде покрытого красной эмалью болнисского креста и двух соединённых растительных орнаментов. К центральном звену в виде лаврового венка крепится знак ордена.
Знак ордена — золотой лапчатый крест красной эмали.
Степеням Большого Креста и Великого офицера полагается звезда ордена. Звезда представляет собой девятиконечную звезду, между зубцами которой расположены по пять лучей разной величины. В центре звезды в круге белой эмали болнисский крест красной эмали. Круг окаймлён чёрной каймой с девизом ордена золотыми буквами «Talant de biẽ faire» и лавровым венком.
Лента ордена муаровая с тремя вертикальными полосками: синей, белой и чёрной.